# Langdon (Kent)
Langdon – wieś w Anglii, w hrabstwie Kent, w dystrykcie Dover. Leży 22 km na południowy wschód od miasta Canterbury i 109 km na wschód od centrum Londynu.